# Piramo e Tisbe
Piramo e Tisbe (deutsch: Pyramus und Thisbe) ist ein Opern-Intermezzo (Originalbezeichnung: „intermezzo tragico“) in zwei Akten von Johann Adolph Hasse auf ein italienisches Libretto von Marco Coltellini, das die Liebesgeschichte zwischen Pyramus und Thisbe aufgreift, wie sie Ovid in seinen Metamorphosen schildert. Es wurde im November 1768 in Wien uraufgeführt. Eine überarbeitete Fassung wurde 1770 in Laxenburg gegeben.

## Handlung
Das babylonische Liebespaar Piramo und Tisbe ist einander seit der Kindheit versprochen. Nun ist Streit zwischen den beiden Familien ausgebrochen, und Tisbes Vater plant, sie mit einem anderen Mann zu verheiraten.

### Erster Akt
Ein tapeziertes Zimmer im Haus der Tisbe
Erste Szene. Tisbe sehnt sich nach ihrem Geliebten Piramo. Dieser erscheint, und beide fallen sich in die Arme. Da das Haus bewacht wird, hat Piramo in mühseliger nächtlicher Arbeit einen Geheimzugang geschaffen. Außerdem hat er seine Freunde überredet, bei ihren Eltern zu vermitteln. Wenn das scheitern sollte, werde sie notfalls ein königlicher Befehl zur Vernunft bringen. Piramo entfernt sich, als sie Tisbes Vater kommen hören.
Zweite Szene. Tisbes Vater wurde von diversen Freunden, Edelmännern sowie einem königlichen Dekret aufgefordert, die Verbindung der beiden zu billigen. Nun fragt er seine Tochter, ob sie Piramo trotz der Familienfehde noch immer liebe. Als sie das bejaht, wirft er ihr Undankbarkeit vor. Tisbe erklärt sich einverstanden, notfalls auf Piramo zu verzichten – aber einen anderen Mann könne sie niemals annehmen. Der Vater bleibt jedoch hart. Es sei bereits alles zur Hochzeit vorbereitet. Selbst wenn er auf Befehl des Königs das Land verlassen müsste, würde er niemals seinen Hass auf die Familie Piramos aufgeben.
Dritte Szene. Nachdem der Vater gegangen ist, kehrt Piramo zurück. Die beiden klagen über das grausame Schicksal. Da sie sich damit nicht abfinden wollen, beschließen sie, noch diese Nacht zu fliehen. Sie wollen sich am Waldrand beim Grabmal des Ninos treffen. Geplagt von schlimmen Vorahnungen trennen sie sich.

### Zweiter Akt
Ein alter Wald von Zypressen und hohen traurigen Bäumen, die das Grabmal des Ninos beschatten, das auf einer Seite hervorragt. Eine vom Mond beleuchtete Nacht.
Erste Szene. Tisbe ist als erste am Grabmal angekommen und erwartet sehnsüchtig die Ankunft Piramos. Als sie das Gebrüll eines Löwen hört, flieht sie furchtsam und verliert dabei ihren Schleier und ein Kästchen mit Edelsteinen, das sie mitgenommen hatte. Ein noch von seiner letzten Mahlzeit mit Blut besudelter Löwe kommt beim Klang einer kurzen Sinfonia zum Vorschein, zerreißt und beschmutzt den Schleier, säuft kurz aus einer Quelle und zieht sich wieder zurück.
Zweite Szene. Auch Piramo kommt zum Treffpunkt. Er glaubt zunächst, als erster angekommen zu sein und ist froh darüber, dass Tisbe nicht in der Einsamkeit auf ihn warten muss. Nach einer Weile entdeckt er die verstreuten Edelsteine und den blutigen Schleier Tisbes. Er glaubt, sie wurde von einem wilden Tier angefallen und getötet. Dennoch bringt es nicht über sich, nach ihr zu suchen, da der Anblick der Leiche ihr schönes Bild in seinem Herzen entstellen würde. In seiner Trauer ersticht er sich und fällt halb tot am Fuße des Grabmals hin.
Dritte Szene. Zur Morgendämmerung kehrt Tisbe zurück und erblickt den sterbenden Piramo, der ihr seine Tat erklärt. Da Tisbe ohne ihn nicht leben möchte, ersticht sie sich ebenfalls. Sie sterben in inniger Umarmung.
Letzte Szene. Tisbes Vater kommt wütend mit einem Gefolge bewaffneter Leute und erblickt die beiden. Zunächst glaubt er, sie seien beim Liebesakt eingeschlafen, aber dann erblickt er das Schwert und das Blut. Er ist entsetzt darüber, dass seine Strenge derartige Folgen hatte und ersticht sich ebenfalls.

## Geschichte
Piramo e Tisbe ist Hasses vorletzte Oper. Er schrieb sie während seiner Zeit in Wien, wohin er sich 1763 nach seiner Entlassung aus Dresden gewandt hatte. Den Auftrag zu dem Stück, das in einem Privattheater aufgeführt werden sollte, erhielt er 1768 von einer französischen Dame der Gesellschaft. Die Uraufführung erfolgte im November 1768, Corago zufolge möglicherweise im Burgtheater. Eine überarbeitete Fassung wurde 1770 mehrfach in Laxenburg im Beisein der kaiserlichen Familie aufgeführt. Aus dieser Zeit stammen auch zwei „Balli“ (Ballett-Einlagen), die jeweils am Ende der beiden Akte aufgeführt wurden und deren Musik vermutlich ebenfalls von Hasse komponiert wurde. Weitere zeitgenössische Aufführungen gab es in Potsdam (Sommer 1771), Hamburg (1774), Berlin (um 1775 und 1782) und Dresden (1775).
Der Librettist war Marco Coltellini, ein italienischer Tenor und Verleger, der Neuerungen im Musiktheater offen gegenüberstand und dessen Werke auch von Gluck (Telemaco), Mozart (La finta semplice) und Haydn (L’infedeltà delusa) vertont wurden.
2001 gab es eine szenische Produktion im Schauspielhaus Wien unter der musikalischen Leitung von Simon Schouten. Inszenierung, Bühne und Lichtdesign stammten von Philipp Harnoncourt, die Kostüme von Kristine Tornquist. Es sangen Elisabeth von Magnus (Piramo), Sylvia Weiss (Tisbe) und Bernhard Berchtold (Vater). Im Juli 2002 wurde die Inszenierung beim steirischen Kulturfestival Styriarte gezeigt, und im Februar/März 2003 gab es eine Tournee durch die Niederlande.
Im Mai 2010 wurde das Werk konzertant im Rahmen der Salzburger Pfingstfestspiele mit dem Ensemble Europa Galante unter der Leitung von Fabio Biondi aufgeführt. Es sangen Vivica Genaux (Piramo), Desirée Rancatore (Tisbe) und Emanuele d’Aguanno (Vater).
Im Juni 2012 gab es eine szenische Aufführung bei den Musikfestspielen Potsdam Sanssouci. Die musikalische Leitung hatte Andrea Marchiol. Regie führte Igor Folwill. Es sangen David Hansen bzw. Vince Yi (Piramo), Bénédicte Tauran (Tisbe) und Carlo Vincenzo Allemano (Vater).
2016 wurde das Werk vom Ensemble Teatro Barocco unter der Leitung von Emanuel Schmelzer-Ziringer im Bibliothekssaal von Stift Altenburg aufgeführt. Sie musizierten auf Originalinstrumenten gemäß den schriftlich überlieferten Angaben des Komponisten in reduzierter Besetzung. Die Inszenierung stammte von Bernd R. Bienert, der sich an der barocken Aufführungspraxis und dem Stil der Gestik und der Bühnenausstattung der Zeit Hasses orientierte. Es sangen Megan Kahts (Tisbe), Maria Taytakova (Piramo) und Peter Widholz (Vater). 2017 wurde diese Produktion auch am einstigen Aufführungsort von 1770, dem Laxenburger Schlosstheater, gezeigt.

## Gestaltung
Stilistisch unterscheidet sich Piramo e Tisbe deutlich von den früheren Werken Hasses. Die traditionelle Form der Da-capo-Arie wurde aufgebrochen, Reprisen wurden verkürzt und die schlichtere dreiteilige Liedform genutzt. Die beiden Hauptcharaktere Piramo und Tisbe haben jeweils vier Arien und drei gemeinsame Duette. Für Tisbes Vater sind zwei Arien vorgesehen. Obwohl die Rollen ursprünglich von Amateuren gesungen wurden, sind sie anspruchsvoll gestaltet. Im Gegensatz zu den anderen Opern Hasses enthält dieses Intermezzo vorwiegend orchesterbegleitete Accompagnato- anstelle der üblichen Secco-Rezitative. Dadurch, dass auch die Arien und Duette häufig ohne Schlusskadenz in das nachfolgende Rezitativ überleiten, wirkt es für die damalige Zeit modern durchkomponiert. Auf eine musikdramatische Ausgestaltung des Textes verzichtete Hasse jedoch weiterhin im Sinne seines Ideals der „edlen Einfalt“ und Empfindsamkeit. Hasse selbst hielt Piramo e Tisbe für eines seiner besten Werke, wie er in einem Brief vom 19. November 1768 an den befreundeten Komponisten Giammaria Ortes schrieb. Das Werk besticht durch seine reiche Orchestrierung und seine starke Chromatik. Auch dem Einsatz der Tonarten kommt eine besondere Bedeutung innerhalb des Werkaufbaus zu.

## Aufnahmen
- Capella Clementina, Dirigent: Helmut Müller-Brühl; Barbara Schlick (Piramo), Suzanne Gari (Tisbe), Michel Lecocq (Vater). Schwann CD: 3-1088 2, Schwann LP: VMS 4527, 1984[10]:6828
- La Stagione Frankfurt, Dirigent: Michael Schneider; Barbara Schlick (Piramo), Ann Monoyios (Tisbe), Wilfried Jochens (Vater). Capriccio CD: 60 043-2, 1993/1995[10]:6829
- San Rocco Academy Orchestra (live aus Venedig), Dirigent: Mario Merigo; Svetlana Svorodova (Piramo), Marina Bolgan (Tisbe), Emanuele Giannino (Vater). Mondo Musica, 1997/2000[10]:6830